# Hydrotaea polita
Hydrotaea polita är en tvåvingeart som beskrevs av Fritz Isidore van Emden 1943. Hydrotaea polita ingår i släktet Hydrotaea och familjen husflugor. Inga underarter finns listade i Catalogue of Life.